# Ehemaliges Schloss Bodman
Das Schloss Bodman ist ein abgegangenes Schloss bei Bodman-Ludwigshafen im Landkreis Konstanz in Baden-Württemberg (Deutschland).
Es befand sich wohl auf dem Gelände der ehemaligen Pfalz. Die Schlossanlage wurde um 1701/02 erbaut und 1873 abgebrochen. Von ihr erhielten sich keine Reste.